# 林テレンプ
林テレンプ株式会社（はやしテレンプ、HAYASHI TELEMPU CORPORATION ）は、愛知県名古屋市に本社を置く自動車内装部品メーカーである。国内外に生産、販売拠点を持ち、日系の全自動車メーカーに部品を供給している。主力製品の自動車用フロアカーペットは、国内トップクラスのシェアを誇る。

## 沿革
- 1910年（明治43年）
  - 名古屋市中区に履物問屋「林商店」を創業。
- 1935年（昭和10年）
  - 国内自動車産業の黎明期にその重要性・発展性に着目。天井用生地2反を納入し、自動車業界に参入する。
- 1947年（昭和22年）
  - 「株式会社林テレンプ商会」を創立。
- 1953年（昭和28年）
  - 東京営業所（現：東京支社）を開設。国内ネットワーク構築への第一歩として、関東地区に拠点を置く。
- 1956年（昭和31年）
  - 商号を現在の「林テレンプ株式会社」に変更。
- 1958年（昭和33年）
  - 笠寺工場（現：名古屋工場）完成。製造分野に進出する。
- 1964年（昭和39年）
  - 豊田工場（旧：豊田倉庫）完成。
- 1967年（昭和42年）
  - インテリア・貿易部門を分離・独立し、「林物産株式会社」を設立。
- 1971年（昭和46年）
  - 豊田工場を現在の本社工場へ移転。現在に至る生産・品質保証体制の中心拠点として機能。
- 1979年（昭和54年）
  - 技術研究所を本社工場敷地内に設立。研究開発体制を一層強化する。
- 1983年（昭和58年）
  - C.H.マスランド社と業務提携し、米国にマスランドハヤシInc.を設立。海外進出への足がかりとする。
- 1991年（平成3年）
  - IT・情報システム部門を分離・独立し、「株式会社ハイテックス」を設立。
- 1992年（平成4年）
  - 「ハヤテレ九州株式会社」を現在の嬉野市に設立。自動車メーカーの生産拡大・分散に対応。
  - 名都美術館を現在の長久手市に開設。
- 1994年（平成6年）
  - タイに林テレンプタイランドを設立。自動車業界のグローバル化に対応。
- 1997年（平成9年）
  - 自動車部品におけるデザインの重要性に着目し、業界に先駆けてデザイン部門を設置。本格的にデザイン開発業務を行う。
  - オプト事業部を設立。民生品を含めた光学製品（光散乱体）等の開発・生産を始める。
- 2002年（平成14年）
  - 内装部品事業本部がISO14001認証規格を取得。
- 2004年（平成16年）
  - 中華人民共和国に広州林駿汽車内飾件有限公司を設立。中国市場の成長性に着目し、さらなるグローバル展開を図る。
- 2005年（平成17年）
  - QS9000認証規格をISO/TS16949に拡大して規格認証を取得。
  - オペレーションセンターを愛知県豊田市に開設。
- 2006年（平成18年）
  - 資本金を10億円に増資。
- 2008年（平成20年）
  - ハヤシカナダをオンタリオ州ストラットフォードに設立。新たな北米展開として、カナダへ進出。
  - 中華人民共和国に武漢林駿汽車飾件有限公司を設立。
- 2010年（平成22年）
  - 東京支社を横浜市港北区へ移転。
  - 和光テキスタイルオフィスを東京都板橋区に開設。
- 2011年（平成23年）
  - アラバマ工場がアラバマ州ジャスパー市に完成。
  - 「ハヤテレ東北株式会社」を岩手県一関市に設立。
  - アムテックスとハヤシオブアメリカを合併。新社名「アムテックス」とし、北米事業のより一層の体制強化を図る。
- 2012年（平成24年）
  - アムテックスを「林テレンプノースアメリカ」へ社名変更。
- 2013年（平成25年）
  - 太田営業所を群馬県太田市に開設。
  - 林テレンプノースアメリカ「ケンタッキー工場」開設。
- 2014年（平成26年）
  - 広島営業所を広島県広島市に開設。
- 2016年（平成28年）
  - 福岡事業所、ハヤテレ九州福岡工場を福岡県宮若市に開設。
  - HAYASHI BUSSAN (THAILAND) CO., LTD.をタイに開設。
- 2018年（平成30年）
  - アドラーペルツァー社と合弁で ニーヴァ株式会社 を設立
  - 東京支社(現：横浜事業所)、和光営業所、太田営業所、栃木事業所の営業・設計機能を集約し、関東事業所を埼玉県さいたま市に開設
  - HTTがインドネシアLa Vida Herculon社と技術援助契約を締結
- 2019年（令和元年）
  - レイエス・ハヤシ・メキシコを合弁会社としてメキシコグアナフアト市に設立
  - HTTが試験棟・試作棟を建設（NV評価装置を導入）
  - 長沙分工司を長沙林駿汽車内装系統有限公司に独立法人化
- 2020年（令和2年）
  - 創業110周年を迎え、理念体系「Vision・Mission」とブランドロゴを一新
  - フィリピンのオートカーペット社と技術援助契約を締結
  - 京都の西陣織メーカーの泰生織物株式会社を子会社化
- 2021年（令和3年）
  - アドラーペルツァーグループの支配株主との共同出資により、GAIAホールディングを設立
  - 車両音響シミュレーターを活用した技術サービスを提供する トーカイ・ラボを設立
- 2022年（令和4年）
  - アドラーペルツァーに追加出資

## 拠点・事業所

### 国内
本社
- 本社 - 愛知県名古屋市中区

営業所
- 本社事業所 - 愛知県豊田市
- 関東事業所 - 埼玉県さいたま市大宮区
- 横浜事業所 - 神奈川県横浜市港北区
- 浜松事業所 - 静岡県袋井市
- 大阪営業所 - 大阪府池田市
- 水島事業所 - 岡山県倉敷市
- 広島営業所 - 広島県広島市中区
- 福岡事業所 - 福岡県宮若市

生産拠点
- 本社事業所 - 愛知県豊田市
- 豊橋工場 -  愛知県豊橋市
- 名古屋工場 - 愛知県名古屋市南区
- 大垣工場 - 岐阜県安八郡神戸町
- 桑名工場 - 三重県桑名市

開発拠点
- 本社事業所 - 愛知県豊田市
- 関東事業所 - 埼玉県さいたま市大宮区
- 福岡事業所 - 福岡県宮若市

関連会社
- ハヤテレ東北
  - 一関工場 - 岩手県一関市
- ハヤテレ関東
  - 栃木工場 - 栃木県那須烏山市
- ハヤテレ静岡
  - 浜松工場 - 静岡県袋井市
- ハヤテレ岡山
  - 水島工場 - 岡山県倉敷市
- ハヤテレ九州
  - 福岡工場 - 福岡県宮若市
- 林テレンプ商事 - 愛知県豊田市

### 海外

#### 北米
営業所
- 林テレンプノースアメリカ
  - 本社
  - レキシントンオフィス
  - ロサンゼルスオフィス
  - エルパソオフィス
- 天連布上海
  - 本社
  - 北京支社
  - 広州支社

生産拠点
- 林テレンプノースアメリカ
  - オハイオ工場
  - アラバマ工場
  - ケンタッキー工場
- ハヤシカナダ
- レイエス・ハヤシ・オートモーティブ (RHA)
- レイエス・ハヤシ・メキシコ (RHM)
- NCワークス
- 林テレンプタイランド
- 広州林駿汽車内飾件
  - 本社
  - 長沙分公司
- 武漢林駿汽車飾件
- 蘇州林光電子
- 青島吉興栄林
- 進洋オートモーティブ

## 関連会社
- 林テレンプ商事
- トーカイ・ラボ
- ニーヴァ
- Adler Pelzer Group
- 林物産
- 泰生織物
- ハイテックス
- エイリン
- 名都美術館 （運営主体の財団法人林美術財団に出資している）
- SHADE RACING

## 関連人物
- 折原梨花 - 所属する射撃選手
- 高橋美紀 (競泳選手) - 所属する競泳選手
- 村山健太郎 - 所属するフェンシング選手